# ウィリアム・インジ
ウィリアム・インジ（William Motter Inge、1913年5月3日 - 1973年6月10日）は、アメリカ合衆国の劇作家、脚本家、小説家である。

## 来歴
アメリカ合衆国カンザス州インディペンデンス生まれ。
インジは、『愛しのシバよ帰れ』、『バス停留所』、The Dark at the Top of the Stairs、『ピクニック』の著者である。 
1953年に『ピクニック』でピューリッツァー賞 戯曲部門を受賞した。
また、1961年に『草原の輝き』の脚本でアカデミー脚本賞を獲得した。

## 作品

### 戯曲・舞台[1]
- 1950: 『愛しのシバよ帰れ（英語版）』
- 1953: 『ピクニック（英語版）』
- 1955: 『バス停留所（英語版）』
- 1957: The Dark at the Top of the Stairs
- 1959: A Loss of Roses
- 1962: Summer Brave (a reworking of Picnic)[2]
- 1963: Natural Affection
- 1966: Where's Daddy?
- 1973: The Last Pad[3]
- Off the Main Road[4]

### 映画、テレビ
- 1952: 『愛しのシバよ帰れ』原作、脚本
- 1955: 『ピクニック』原作、脚本
- 1956: 『バス停留所』原作
- 1961: 『草原の輝き』原作、脚本 - ホイットマン牧師 (クレジットなし)
- 1963: All Fall Down
- 1964: Out on the Outskirts of Town (a reworking of Off the Main Road)[5] - Doctor (final appearance)
- 1965: 『帰郷』Bus Riley's Back in Town (脚本に加えられた変更に満足せず、インジの名をはずし、Walter Gage名義でクレジット)

### 小説
- 1970: 『さようなら、ミス・ワイコフ』Good Luck, Miss Wyckoff
- 1971: 『むすこはすてきなドライバー』My Son Is a Splendid Driver